# Doutor Ricardo
Doutor Ricardo är en kommun i Brasilien.   Den ligger i delstaten Rio Grande do Sul, i den södra delen av landet, 1 500 km söder om huvudstaden Brasília. Antalet invånare är 2 030.
I omgivningarna runt Doutor Ricardo växer i huvudsak städsegrön lövskog. Runt Doutor Ricardo är det ganska glesbefolkat, med 21 invånare per kvadratkilometer.